# Компетентність
Компетéнтність — досвід, обізнання та знання.
Компетентність у перекладі з латинської competentia означає коло питань, у яких людина добре обізнана, має знання та досвід.
Компетентність також визначається як набута у процесі навчання інтегрована здатність особистості, яка складається із знань, досвіду, цінностей і ставлення, що можуть цілісно реалізовуватися на практиці.
- Компетенція організації — коло повноважень будь-якої організації, установи чи особи; коло питань, в яких дана особа має певні повноваження, знання, досвід.
- Компетентність працівника — це ступінь його кваліфікації, яка дозволяє успішно вирішувати завдання, що стоять перед ним.
- Компетентність менеджера — це результативність та ефективність дій менеджера згідно з цілями та стратегіями фірми.

В Україні Державний стандарт початкової загальної освіти визначає такі види компетентності: комунікативна, міжпредметна, предметна. Останню розділяють на математичну, природознавчу і соціальну.
Компетентність — динамічна комбінація знань, вмінь і практичних навичок, способів мислення, професійних, світоглядних і громадянських якостей, морально-етичних цінностей, яка визначає здатність особи успішно здійснювати професійну та подальшу навчальну діяльність і є результатом навчання на певному рівні вищої освіти.